# Edvald Boasson Hagen
Edvald Boasson Hagen (* 17. Mai 1987 in Lillehammer) ist ein ehemaliger norwegischer Radrennfahrer.

## Karriere
Edvald Boasson Hagen wurde 2004 norwegischer Juniorenmeister auf der Straße. Ein Jahr später verteidigte er diesen Titel und gewann auch den Zeitfahrbewerb, dem er im Vorjahr als Zweiter beendet hatte. Außerdem gewann er im Jahr 2005 jeweils eine Etappe des Course de la Paix Juniors, der Niedersachsen-Rundfahrt und bei Keizer der Juniores.
Ab dem Jahr 2006 ging er für das norwegische UCI Continental Team Maxbo-Bianchi an den Start. In seiner ersten Saison gewann er jeweils eine Etappe der Rhône-Alpes Isère Tour, Thüringen-Rundfahrt und dem Ringerike Grand Prix, wobei er bei allen drei Rundfahrten die Nachwuchswertung für sich entschied. Weiters war er auch bei dem schwedischen Eintagesrennen Scandinavian Open Road Race erfolgreich. Im Alter von 19 Jahren ging er erstmals bei den norwegischen Meisterschaften der Eliteklasse an den Start und wurde hinter seinem Teamkollegen Lars Petter Nordhaug Zweiter im Straßenrennen, nachdem er im Einzelzeitfahren als Vierter nur knapp eine Medaille verpasst hatte. Am Ende der Saison 2006 wurde er vom norwegischen Nationalteam für die Tour de l’Avenir nominiert, wo er drei Etappen gewinnen konnte. Im Jahr 2007 folgten zahlreiche weitere Erfolge. Neben Etappensiegen bei der Tour de Normandie, Tour de Bretagne und Tour of Ireland, konnte er mit der Istrian Spring Trophy, dem Ringerike Grand Prix und Paris–Corrèze seine ersten Etappenrennen gewinnen.

### Wechsel zum Team Colombia
Für das Jahr 2008 erhielt der erst 20-jährige Edvald Boasson Hagen einen Vertrag beim UCI ProTeam Team Columbia. Im März gewann er das Abschlusszeitfahren des Critérium International, ehe er sich beim Grand Prix de Denain durchsetzte. Nachdem er erstmals norwegischer Zeitfahrmeister der Elite-Klasse geworden war, vertrat er sein Heimatland bei den Olympischen Spielen von Peking, wobei er im Straßenrennen den 70. Platz belegte. Am Ende der Saison gewann er bei einem Massensprint der ENECO Tour sein erstes UCI-ProTour-Rennen, bevor er gleich drei Etappen der Tour of Britain für sich entschied. Im Jahr 2009 verpasste er als Vierter nur knapp einen Podestplatz bei der Monte Paschi Eroica (heute Strade Bianche). Sein bis dahin größter Sieg folgte wenige Wochen später, als er sich bei Gent–Wevelgem im Zwei-Mann-Sprint vor dem Weißrussen Aleksandr Kuschynski durchsetzte. Beim Giro d’Italia 2009 gab er sein Grand-Tour-Debüt und gewann mit seinen Teamkollegen das Mannschaftszeitfahren der 1. Etappe. Auf der 7. Etappe setzte er sich im Sprint aus einer kleinen Gruppe vor dem Südafrikaner Robert Hunter durch und feierte so im Alter von 21 Jahren seinen ersten Grand-Tour Etappensieg. Nach seinem zweiten nationalen Meistertitel im Einzelzeitfahren und zwei Etappensiegen bei der Polen-Rundfahrt gewann er die Gesamtwertung der Eneco Tour und Tour of Britain, wobei er bei den beiden Etappenrennen insgesamt sechs Tagessiege feierte.
Nachdem sich das Team Columbia aus dem Straßenradsport zurückgezogen hatte, wechselte Edvald Boasson Hagen im Jahr 2010 zum neu gegründeten Sky Procycling Team, das als UCI WorldTeam bei den größten Rennen des Kalenders startberechtigt war. Zu Saisonbeginn gewann er mit seinen Teamkollegen das Mannschaftszeitfahren bei der Katar-Rundfahrt und feierte zwei Etappensieg bei der anschließenden Oman-Rundfahrt, bei der er sich in der Gesamtwertung nur dem Schweizer Fabian Cancellara geschlagen geben musste. Nach jeweils einem Etappensieg bei Tirreno–Adriatico und dem Critérium du Dauphiné, sowie seinem dritten norwegischen Zeitfahrmeistertitel, wurde er erstmals für die Tour de France nominiert, die er auf dem 113. Gesamtrang beendete. Am Ende der Saison gewann er die Dutch Food Valley Classic und stand als Zweiter auf dem Podest Vattenfall Cyclassics und des Grand Prix Cycliste de Québec.

### Wechsel zum Team Sky

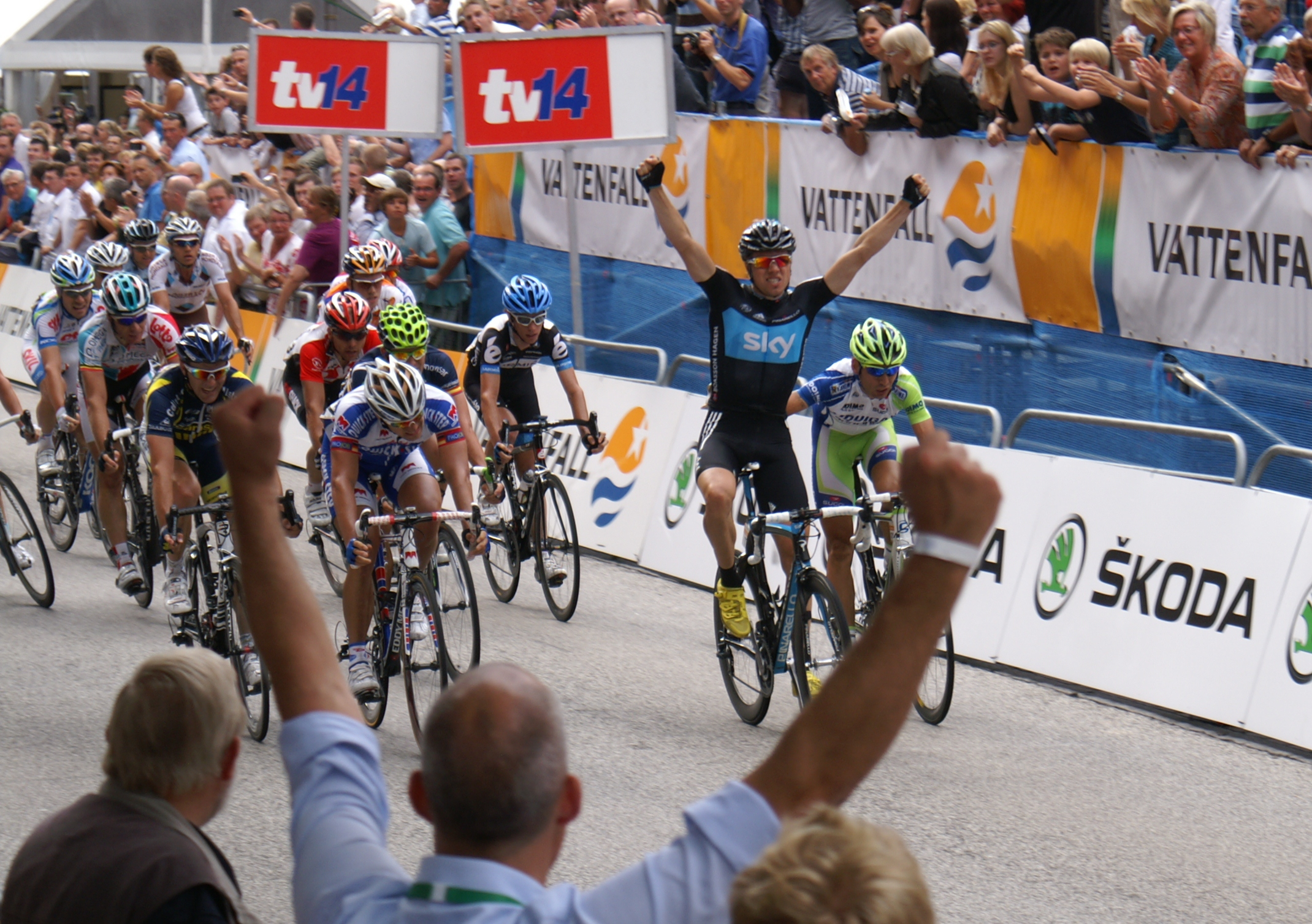
Edvald Boasson Hagen gewinnt die Vattenfall Cyclassics 2011

Nachdem sich das Team Columbia aus dem Straßenradsport zurückgezogen hatte, wechselte Edvald Boasson Hagen im Jahr 2010 zum neu gegründeten Sky Procycling Team, das als UCI WorldTeam bei den größten Rennen des Kalenders startberechtigt war. Zu Saisonbeginn gewann er mit seinen Teamkollegen das Mannschaftszeitfahren bei der Katar-Rundfahrt und feierte zwei Etappensieg bei der anschließenden Oman-Rundfahrt, bei der er sich in der Gesamtwertung nur dem Schweizer Fabian Cancellara geschlagen geben musste. Nach jeweils einem Etappensieg bei Tirreno–Adriatico und dem Critérium du Dauphiné, sowie seinem dritten norwegischen Zeitfahrmeistertitel, wurde er erstmals für die Tour de France nominiert, die er auf dem 113. Gesamtrang beendete. Am Ende der Saison gewann er die Dutch Food Valley Classic und stand als Zweiter auf dem Podest Vattenfall Cyclassics und des Grand Prix Cycliste de Québec.
Im Jahr 2011 gewann Edvald Boasson Hagen im Alter von 24 Jahren zwei Etappen der Tour de France. Zunächst setzte er sich im Massensprint der 6. Etappe durch, ehe er die anspruchsvolle 17. Etappe aus einer Ausreißergruppe als Solist gewann. Im abschließenden Sprint auf der Champs Élysées musste er sich nur seinem ehemaligen Teamkollegen Mark Cavendish geschlagen geben. Weiters war Edvald Boasson Hagen im Jahr 2011 auch in Deutschland erfolgreich und gewann neben einer Etappe der Bayern-Rundfahrt die Vattenfall Cyclassics. Zudem wurde er zum vierten Mal in Folge norwegischer Zeitfahrmeister und gewann zum zweiten Mal die Gesamtwertung der Eneco Tour.

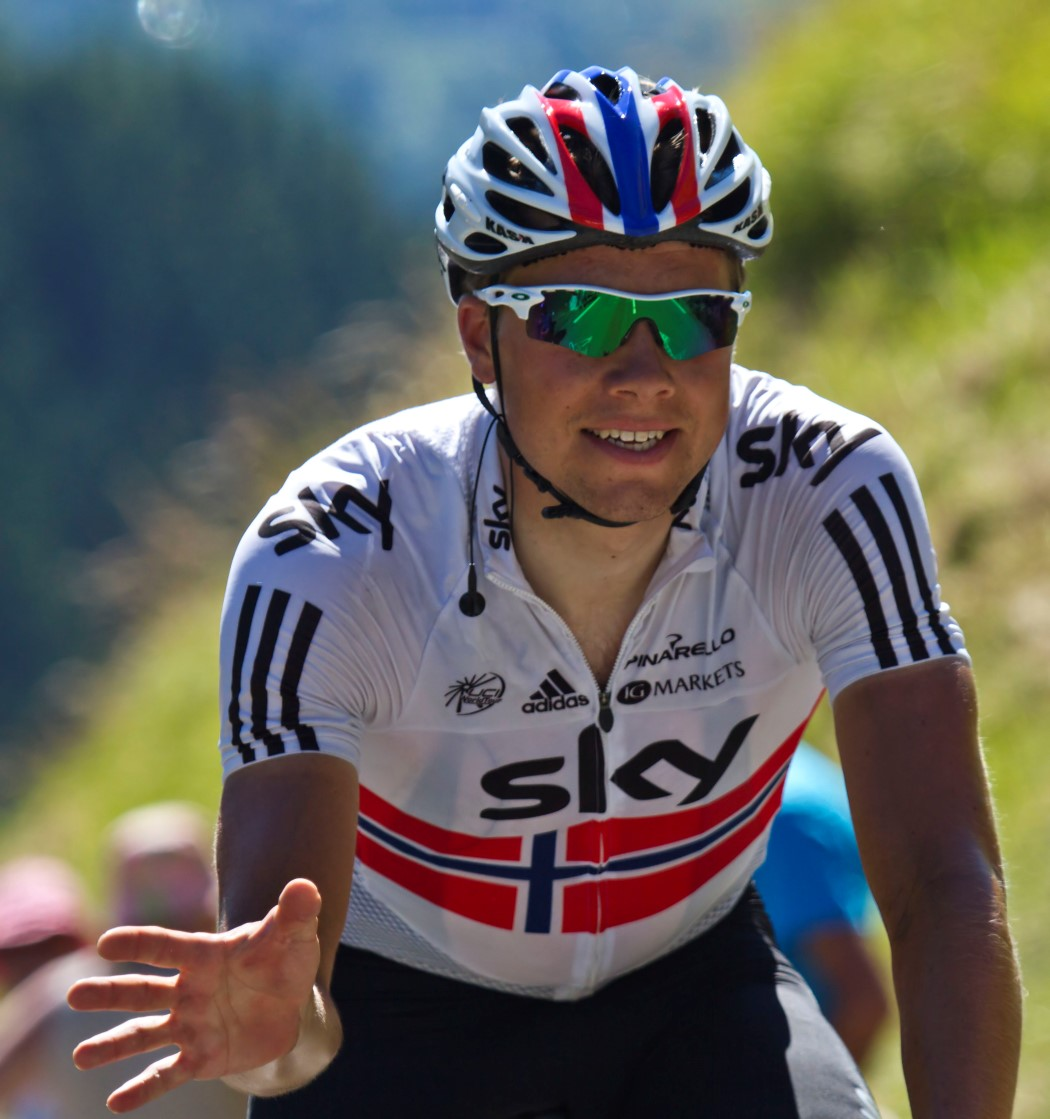
Edvald Boasson Hagen (Tour de France 2012)

Im Frühjahr der Saison 2012 gewann Edvald Boasson Hagen jeweils eine Etappe der Algarve-Rundfahrt und der Fernfahrt Tirreno–Adriatico, ehe er die Tour of Norway für sich entschied. Nach einem Etappensieg beim Critérium du Dauphiné sicherte er sich erstmals den norwegischen Meistertitel im Straßenrennen, wobei er sich im Einzelzeitfahren mit Platz zwei begnügen musste. Die Tour de France 2012 bestritt Edvald Boasson Hagen als Helfer von Bradley Wiggins, der schlussendlich als erster Brite die Gesamtwertung des größten Radrennens der Welt gewann. Nach seinen zweiten Olympischen Spielen siegte Edvald Boasson Hagen am Ende der Saison nach einem späten Angriff beim GP Ouest France-Plouay, ehe er als Zweiter eine Medaille bei den Straßenradsport-Weltmeisterschaften im niederländischen Valkenburg holte.
Im Jahr 2013 wiederholte Edvald Boasson Hagen seinen Gesamtsieg bei der Norwegen-Rundfahrt und war zudem erneut beim Critérium du Dauphiné siegreich. Nach seinem fünften nationalen Zeitfahrtitel musste er die Tour de France 2013 aufgrund einer Sturzes vorzeitig aufgeben.[1] Bei der Vuelta a España belegte er zweimal den zweiten Etappenrang, ehe er mit seinen Teamkollegen die Bronzemedaille im Mannschaftszeitfahren bei den Straßenradsport-Weltmeisterschaften um Florenz holte. In der Saison 2014 blieb Edvald Boasson Hagen sieglos, wobei er als Dritter auf dem Podium des Omloop Het Nieuwsblad stand. Nachdem er den Giro d’Italia verletzungsbedingt aufgeben musste, verpasste er aus gesundheitlichen Gründen die Selektion für die Tour de France. Sein letztes Rennen für das Team Sky bestritt er im Rahmen des Japan Cup Cycle Road Race, das er hinter Nathan Haas als Zweiter beendete.

### Wechsel zum MTN-Qhubeka

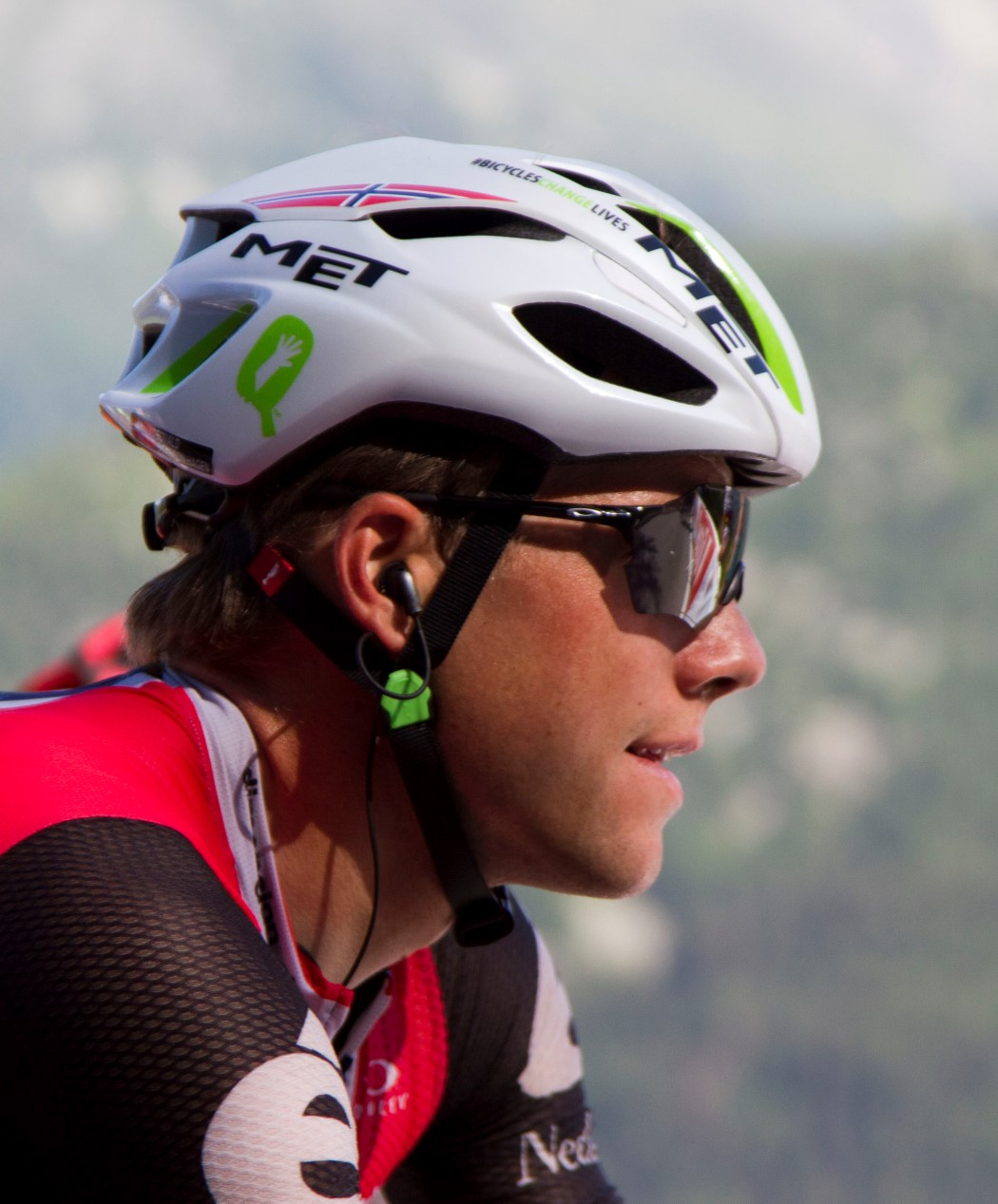
Edvald Boasson Hagen (2016)

Nach fünf Jahren beim Team Sky wechselte Edvald Boasson Hagen mit der Saison 2015 zum südafrikanischen UCI ProTeam MTN-Qhubeka. In seiner ersten Saison gewann er jeweils eine Etappe bei der Tour des Fjords und Dänemark-Rundfahrt und sicherte sich zum zweiten Mal den Gesamtsieg bei der Tour of Britain. Weiters konnte er in jenem Jahr erstmals das Zeitfahren und Straßenrennen der norwegischen Meisterschaften für sich entscheiden und fuhr bei Mailand–Sanremo erstmals in die Top 10 eines Monument des Radsports. Im Jahr 2016 schaffte der zwischenzeitlich 28-jährige Norweger den Sprung in die Spitzengruppe bei Paris–Roubaix und überquerte den Zielstrich schlussendlich als Fünfter. Zudem wiederholte er das Double bei den nationalen Meisterschaften und feierte Etappensiege bei der Katar-Rundfahrt, Oman-Rundfahrt, Tour of Norway, sowie bei dem Critérium du Dauphiné und der Eneco Tour, die als Rennen der UCI WorldTour der höchsten Rennserie im Straßenradsport angehörten.
Nachdem das Team MTN-Qhubeka unter dem neuen Namen Team Dimension Data zu einem UCI WorldTeam aufgestiegen war, konnte Edvald Boasson Hagen im Jahr 2017 wieder an seine früheren Leistungen anschließen. Mit der Tour of Norway und Tour des Fjords gewann er die beiden großen norwegischen Landesrundfahrten und feierte dabei insgesamt fünf Etappensiege. Nach seinem neunten nationalen Zeitfahrmeistertitel ging er bei seiner siebten Tour de France an den Start, wo er die 19. Etappe aus der Fluchtgruppe gewann. Dabei setzte er sich kurz vor dem Ziel als Solist ab und überquerte den Zielstrich mit einem Vorsprung von wenigen Sekunden vor dem Deutschen Nikias Arndt. Zuvor wurde er auf der 7. Etappe nach Nuits-Saint-Georges im Massensprint Zweiter, sechs Millimeter hinter Marcel Kittel. Am Ende der Saison gewann Edvald Boasson Hagen die Abschlussetappe der Tour of Britain, musste sich in der Gesamtwertung jedoch um acht Sekunden geschlagen geben.
In den nachfolgenden Jahren konnte Edvald Boasson Hagen nicht an seine Erfolge aus dem Jahr 2017 anschließen. Im Jahr 2018 wurde zum zehnten und letzten Mal norwegischer Meister im Einzelzeitfahren und gewann eine Etappe der Tour of Norway. Zum Saisonauftakt des Jahres 2019 gewann er das Auftaktzeitfahren der Valencia-Rundfahrt sowie eine Etappe des Critérium du Dauphiné und der Tour of Norway. Im Jahr 2020 blieb er ohne Sieg, belegte jedoch bei der Tour de France hinter Wout van Aert den zweiten Etappenrang auf der 7. Etappe.

### Karriereende bei TotalEnergies
Ab dem Jahr 2021 ging Edvald Boasson Hagen für das französische UCI ProTeam TotalEnergies an den Start, das ein Jahr später auch den dreifachen Weltmeister Peter Sagan unter Vertrag nahm. Beide konnten in ihren letzten Karrierejahren jedoch nicht an ihre früheren Erfolge anschließen, wobei Edvald Boasson Hagen weiterhin sieglosblieb. In den Jahren 2021, 2022 und 2023 bestritt Edvald Boasson Hagen die Tour de France, ehe er am 21. August 2024 sein Karriereende mit dem Ablauf der Saison bekannt gab. Insgesamt konnte er in seiner Zeit als Profi 81 Siege einfahren.

## Erfolge
2004
- Norwegischer Meister – Straßenrennen (Junioren)

2005
- Norwegischer Meister – Straßenrennen (Junioren)
- Norwegischer Meister – Einzelzeitfahren (Junioren)

2006
- drei Etappen Tour de l’Avenir

2007
- Istrian Spring Trophy
- eine Etappe Tour de Normandie
- zwei Etappen Tour de Bretagne
- Gesamtwertung und vier Etappen Ringerike Grand Prix
- Norwegischer Meister – Einzelzeitfahren
- Gesamtwertung und zwei Etappen Paris–Corrèze
- eine Etappe Tour of Ireland

2008
- eine Etappe Critérium International
- Grand Prix de Denain
- Norwegischer Meister – Einzelzeitfahren
- eine Etappe Eneco Tour
- drei Etappen Tour of Britain

2009
- Gent–Wevelgem
- eine Etappe und Mannschaftszeitfahren Giro d’Italia
- Norwegischer Meister – Einzelzeitfahren
- zwei Etappen Tour de Pologne
- Gesamtwertung und zwei Etappen Eneco Tour
- Gesamtwertung und vier Etappen Tour of Britain

2010
- Mannschaftszeitfahren Tour of Qatar
- zwei Etappen Tour of Oman
- eine Etappe Tirreno–Adriatico
- eine Etappe Critérium du Dauphiné
- Norwegischer Meister – Einzelzeitfahren
- Dutch Food Valley Classic

2011
- eine Etappe Bayern-Rundfahrt
- Norwegischer Meister – Einzelzeitfahren
- zwei Etappen Tour de France
- Gesamtwertung und eine Etappe Eneco Tour
- Vattenfall Cyclassics

2012
- Punktewertung Tour Down Under
- eine Etappe und Punktewertung Volta ao Algarve
- eine Etappe Tirreno–Adriatico
- Gesamtwertung und eine Etappe Tour of Norway
- eine Etappe Critérium du Dauphiné
- Norwegischer Meister – Straßenrennen
- Grand Prix Ouest France
- Weltmeisterschaft – Straßenrennen

2013
- Gesamtwertung und eine Etappe Tour of Norway
- eine Etappe Critérium du Dauphiné Libéré
- Norwegischer Meister – Einzelzeitfahren
- Weltmeisterschaft – Mannschaftszeitfahren

2015
- eine Etappe Tour des Fjords
- Norwegischer Meister – Einzelzeitfahren
- Norwegischer Meister – Straßenrennen
- Gesamtwertung Tour of Britain

2016
- eine Etappe Tour of Qatar
- Punktewertung und zwei Etappen Tour of Oman
- zwei Etappen Tour of Norway
- eine Etappe und Punktewertung Critérium du Dauphiné
- Norwegischer Meister – Einzelzeitfahren
- Norwegischer Meister – Straßenrennen
- eine Etappe Eneco Tour

2017
- Gesamtwertung, Punktewertung und zwei Etappen Tour of Norway
- Gesamtwertung, Punktewertung und drei Etappen Tour des Fjords
- Norwegischer Meister – Einzelzeitfahren
- eine Etappe Tour de France
- eine Etappe Tour of Britain

2018
- eine Etappe Tour of Norway
- Norwegischer Meister – Einzelzeitfahren

2019
- eine Etappe Volta a la Comunitat Valenciana
- eine Etappe Tour of Norway
- eine Etappe Critérium du Dauphiné

## Grand-Tour-Platzierungen
| Grand Tour            | 2009 | 2010 | 2011 | 2012 | 2013 | 2014 | 2015 | 2016 | 2017 | 2018 | 2019 | 2020 | 2021 | 2022 | 2023 | 2024 |
| --------------------- | ---- | ---- | ---- | ---- | ---- | ---- | ---- | ---- | ---- | ---- | ---- | ---- | ---- | ---- | ---- | ---- |
| Giro d’ItaliaGiro     | 77   | –    | –    | –    | –    | DNF  | –    | –    | –    | –    | –    | –    | –    | –    | –    | –    |
| Tour de FranceTour    | –    | 114  | 51   | 56   | DNF  | –    | 82   | 109  | 78   | 84   | 76   | 101  | DNF  | 57   | 100  | –    |
| Vuelta a EspañaVuelta | –    | –    | –    | –    | 84   | –    | –    | –    | –    | –    | 96   | –    | –    | –    | –    | –    |